# HARP
株式会社HARPは北海道札幌市中央区にある第三セクターの情報通信業の企業である。

## HARP構想
HARP構想（はーぷこうそう）は、「北海道電子自治体プラットフォーム構想」の通称。e-Japan構想の一環として日本政府が推進する「電子政府・電子自治体」の取り組みに対応し、地方自治体が効率的・効果的に電子自治体化を実現できるようにするため、独自の共同アウトソーシングモデルとして北海道庁が2002年に策定した。
地方自治体が効率的・効果的に電子自治体を実現するための方策として北海道庁が提唱し、趣旨に賛同する市町村と協働で推進されている。
2004年には、構想の推進組織として道内の市町村とともに「北海道電子自治体共同運営協議会」を設立するとともに、情報システムの構築や運営を担う事業体として「株式会社HARP」を設立した。
2006年4月、構想に基づく最初のシステムが稼動を開始している。
HARPというネーミングは、構想の理念を象徴する言葉「Harmonized Applications Relational Platform（調和型アプリケーション連携基盤）」の頭文字から取ったものである。